# 그늘

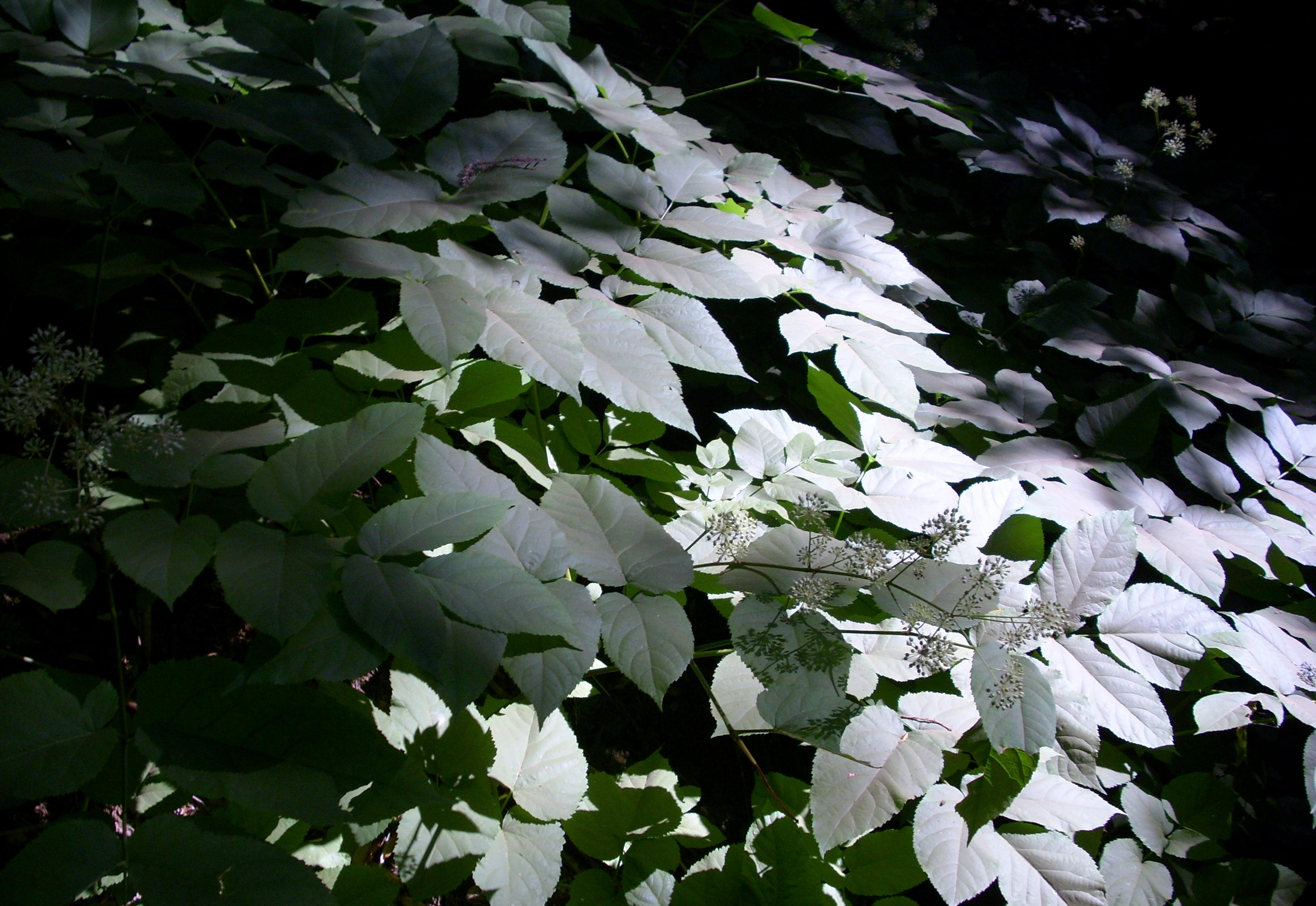
빛이 나무에 의해 차단되었기 때문에 일부 잎들이 그림자에 가려져 있다.

그늘은 햇빛에 가려 어두운 쪽을 가리키며 물체의 그림자를 가리키기도 한다. 음지(陰地; 문화어: 능쪽), 응달(문화어: 능달)이라고도 한다. 그늘은 회색, 검은색, 흰색 등으로 이루어져 있다. 지붕, 나무, 우산, 블라인드, 커튼과 같은 물체에 햇빛이 가려진 부분을 가리키기도 한다.
그늘은 온대, 열대 지역에서 태양으로부터 시원함과 차폐막을 제공하는 중요한 역할을 한다.

## 같이 보기
- 그림자